# Židov
Židov je ucelený soubor obytných domů a zásadně kolmých ulic v jihovýchodní části města Pardubice mezi Dubinou, umělým kanálem Haldou a Zeleným Předměstím. Typická je pak rozsáhlá stavba věznice, dříve donucovny nebo také pracovny a stavba akvaduktu mezi Haldou a Spojilským odpadem. Končí zde také některé spoje trolejbusové linky č. 5 (Točna Židov).

## Historie
Město dalo u Židova bezplatně 200 korců pozemků pro staveniště a stavba byla provedena v letech 1889–1891. Pardubická zemská donucovací pracovna zahájila pak svou činnost ku dni 1. října 1891 a byla ustanovena pro 500 káranců. Nálet v roce 1944 zde zabil 43 osob.